# 秦暉
秦 暉（チン ホゥイ、しん き）は中華人民共和国の歴史学者、経済学者、かつ積極的に社会的発言を行っている民主派の知識人の一人である。
秦暉は1981年に蘭州大学の修士課程を修了した。文革後最初の修士課程修了生の一人である。その後ハーバード大学フェアバンク東アジア研究センター(Fairbank Center for East Asian Research)の客員研究員、ハーバード燕京研究所客員学者、中国経済史学会理事、中国農民史研究会理事、北京天則経済研究所特別研究員を歴任。1992年陝西師範大学教授、現在清華大学歴史系教授、博士課程指導教官。主な研究分野は、中国農民史、経済史。

## 業績
1978年文革後第一期の大学院生として、彼の主な研究対象は明清時代の「土地制度と農民戦争史」だった。その後、研究対象を広げ、1980年代初期には農民史に集中し、80年代後期からは古代商品経済史と比較経済史をはじめとする経済史の研究を始めた。90年代には歴史研究と同時代研究を統合し、農民、農業、農村コミュニティの狭義の農民学と、農業国家、農業文明および伝統社会の変遷を研究する広義の農民学を研究した。また『農民学双書』の編集を行った。
これまでに中国大学教師霍英東賞、陝西省社会科学成果賞、陝西師範大学青年優秀論文賞を受賞し、また、5回陝西師範大学科学研究成果総合賞を受賞している。 
著書には『田園詩与狂想曲：関中模式与前近代社会的再認識』（金雁との共著、1996年、中央編訳出版社）、『市場的昨天与今天』（1998年、広東教育出版社）、『経済転軌与経済公正』（金雁との共著、2002年、河南人民出版社）、『農民中国：歴史反思与現実選択』（2003年、河南人民出版社）、『伝統十論』（2004年、復旦大学出版社）、『変革之道』（2007年、蘇州大学）などがある。